# 16238 Чаппе
16238 Чаппе (16238 Chappe) — астероїд головного поясу, відкритий 7 квітня 2000 року.
Тіссеранів параметр щодо Юпітера — 3,525.